# Wiesensee
Wiesensee är en sjö i Österrike.   Den ligger i förbundslandet Tyrolen, i den centrala delen av landet, 290 km väster om huvudstaden Wien. Wiesensee ligger 927 meter över havet. Den högsta punkten i närheten är Grieslegg, 1 348 meter över havet, nordöst om Wiesensee.
I omgivningarna runt Wiesensee växer i huvudsak blandskog. Runt Wiesensee är det ganska glesbefolkat, med 36 invånare per kvadratkilometer.